# Rywka Lipszyc
Œuvres principales
Le Journal de Rywka Lipszyc
Rywka Bajla Lipszyc (ʁivka lipʃitz) née à Łódź, le 15 septembre 1929 est une adolescente juive polonaise qui écrivit un journal intime durant la Seconde Guerre mondiale tandis qu'elle était retenue captive dans le Ghetto de Litzmannstadt durant la Shoah en Pologne. Elle survécut à sa déportation à Auschwitz-Birkenau et fut ensuite transférée à Christianstadt (pl), camp d'extermination par le travail, annexe de Gross-Rosen. Elle connut alors une Marche de la mort vers le camp de concentration de Bergen-Belsen où elle connut la libération en avril 1945. Sa santé étant trop chancelante, elle est transférée à l'hôpital de Groß Niendorf, Schleswig-Holstein où elle meurt en 1945.

## Éléments biographiques
Rywka était l’aînée des quatre enfants de Jakub (Yankel) Lipszyc et de Sara Mariem (Sarah Miriam) née Zelewer. La famille fut retenue prisonnière du ghetto de Łódź à la suite de l'invasion allemande de la Pologne. Sa maman, Sarah s'occupera seule de ses enfants après que le papa, Jakub, fut battu à mort dans la rue par les Nazis, le 2 juin 1941. Sarah, elle-même décédera le 8 juillet 1942 de maladie respiratoire et de malnutrition.

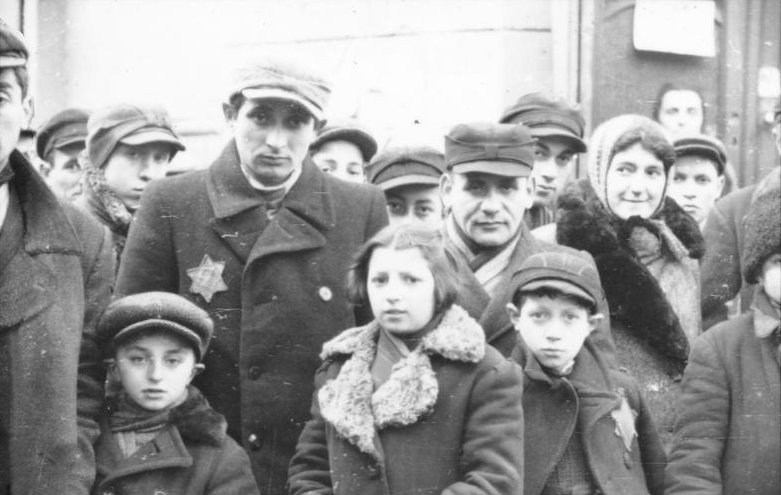
Ghetto de Łódź en 1941

Rywka et sa sœur Cypora furent déportées au Camp de concentration d'Auschwitz-Birkenau en août 1944 en même temps que leurs cousines: Esther, Channah et Mina. Cypora fut gazée dès son arrivée. Rywka fut mise au travail dans un commando de femmes. À la suite de l'avance russe, elle fut emmenée avec ses trois cousines à Gross-Rosen et emprisonnée à Christianstadt à Krzystkowice, l'un des sept camps pour femmes regroupant des prisonnières de Pologne, Hongrie, France, Pays-Bas et de Belgique dont la tâche était de creuser des fortifications anti-chars. De là, elle fut à nouveau évacuée par une marche de la mort vers Bergen-Belsen où elle fut libérée, le 15 avril 1945 avec Esther et Mina, épuisées et malades.
En juillet 1945, Rywka Lipszyc fut transférée du Camp pour personnes déplacées de Bergen-Belsen (en) par le camp de transit de Lübeck vers l'Hôpital de Niendorf (Schleswig-Holstein) en Allemagne. Elle était alors trop faible pour être évacuée plus loin. Le dernier document connu mentionnant son nom découvert par l'international Tracing Service était un enregistrement de personne déplacée daté du 10 septembre 1945. Aucun certificat de décès de Rywka ne fut jamais retrouvé mais selon le testament de Mina Boier (1955), c'est là qu'elle mourut âgée de 16 ans.

## Son journal

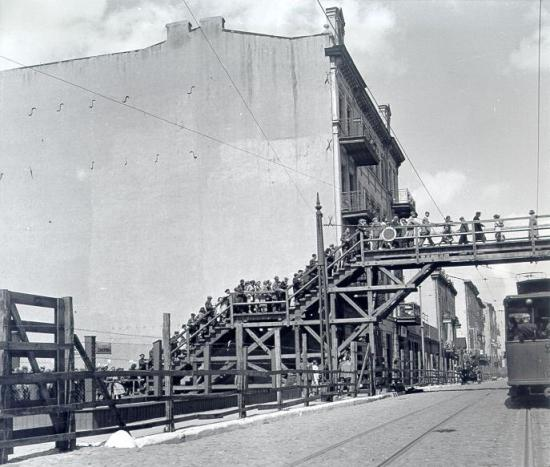
Ghetto de Litzmannstadt (Łódź) - Passerelle de bois au-dessus de la rue Zgierska

Son journal intime, composé de 112 pages, a été écrit entre 3 octobre 1943 et 12 avril 1944 en polonais. Le journal fut traduit en anglais par Małgorzata Markoff et annoté par Ewa Wiatr. Il fut publié pour la première fois aux États-Unis en 2014 quelque 70 ans après qu'il fut écrit,.
Son journal fut découvert dans les ruines du crématoire d'Auschwitz en juin 1945 par une femme médecin de l'Armée rouge, Zinaida Berezovskaya, qui l'emporta avec elle et le ramena en Union soviétique. Elle mourut en 1983. Le journal fut alors en la possession de son fils avec d'autres souvenirs de guerre. Il mourut à son tour en 1992. Une des petites filles de Zinaida découvrit le manuscrit lors d'une visite de famille et l'emmena avec elle. Près de dix années plus tard, elle contacta, en 2008 l'Holocaust Center de San Francisco. Le journal fut ainsi transmis en assez bonne condition après avoir été caché au monde pendant près de 70 années.

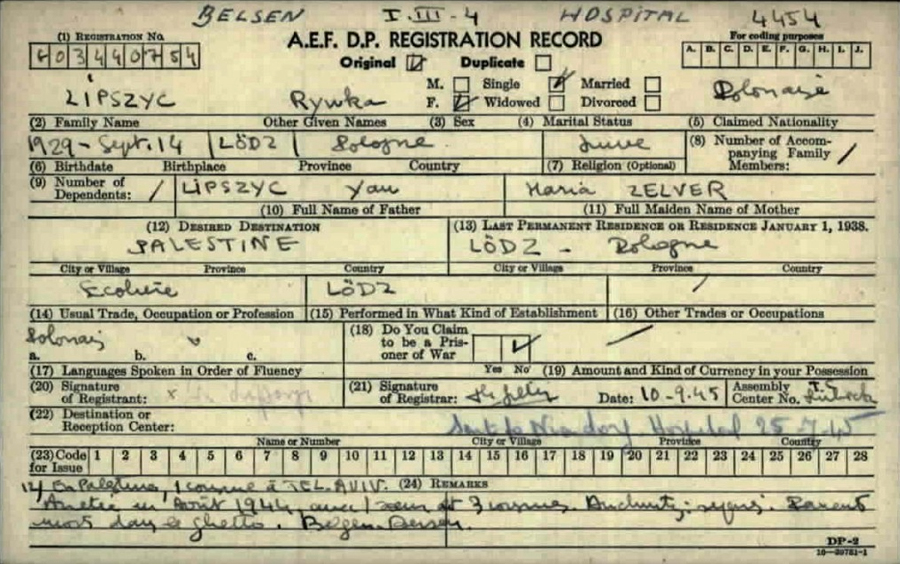
Dernier registre mentionnant son nom, le 10 septembre 1945.

Le dernier passage écrit dans le carnet de Rywka est un texte écrit en polonais littéraire. Ce furent les dernières réflexions de Rywka sur la beauté du monde naturel au temps des grandes souffrances:
| Litzmannstadt Getto, 12 IV 1944 Ach, jaka cudowna pogoda! [...] I właśnie teraz gdy mi się nasuwa ta myśl że jesteśmy wszystkiego pozbawieni, żeśmy niewolnikami, wtedy całą siłą woli staram się ja odgonić i nie psuć sobie tej chwilki radości życia. Jakie to jednak trudne! Ach, Boże, jak długo jeszcze. Myślę że jak już będziemy wyzwoleni to wtedy będzie dopiero dla nas taka prawdziwa wiosna. Ach, tak jest mi już tęskno do tej wielkiej i drogiej Wiosny... |  | Ghetto de Litzmannstadt, le 12 avril 1944 Oh, quel temps merveilleux ! [...] Une pensée traverse mon esprit, nous sommes privés de tout dans ce ghetto, nous ne sommes rien que des esclaves; avec toute ma volonté, j'essaye de chasser au loin ces pensées perturbantes, il ne faut pas entacher mes petits moments de joie. C'est tellement difficile! Combien de temps, Mon Dieu? Je pense que le seul véritable printemps viendra lorsque nous serons libérés. Combien ce grand et formidable printemps me manque... |

Le Journal, édité par Alexandra Zapruder et accompagné d'essais écrits par Fred Rosenbaum (en) et le cousin de Rywka, Hadassa Halamish, fut publié au début de l'année 2014 par le Jewish Family and Children's Services of San Francisco Holocaust Center en partenariat avec Lehrhaus Judaica (Berkeley (Californie)) et est intitulé The Diary of Rywka Lipszyc.
L'édition française éditée par Calmann-Lévy dans la traduction de Kamil Barbarski (pour le texte du journal) avec l'appareil critique traduit de l'anglais par Agnès Blondel est sortie en 2015  (ISBN 978-2-7021-5730-5).

## Sa famille
| Famille                       | Parenté                         | Date de naissance | Devenir                                  |
| ----------------------------- | ------------------------------- | ----------------- | ---------------------------------------- |
| Yankel Lipszyc                | Papa                            | 14 octobre 1898   | mort dans le ghetto, le 2 juin 1941      |
| Miriam Sura (Zelewer) Lipszyc | Maman                           | 15 décembre 1902  | morte dans le ghetto, le 8 juillet 1942  |
| Rywka Lipszyc                 |                                 | 15 septembre 1929 | morte après le 10 septembre 1945         |
| Abram Ber (Abramek) Lipszyc   | Frère                           | 13 janvier 1932   | déporté à Chełmno en septembre 1942      |
| Cypora Lipszyc                | Sœur                            | 9 octobre 1933    | morte à Auschwitz en août 1944           |
| Estera (Tamarcia) Lipszyc     | Sœur                            | 10 septembre 1937 | déportée à Chełmno en septembre 1942     |
| Cousins                       |                                 |                   |                                          |
| Yochanan Lipszyc              | Oncle de Rywka, frère de Yankel | 31 octobre 1894   | déporté à Chelmno en septembre 1942      |
| Hadassah (Segal) Lipszyc      | Tante de Rywka                  | 8 mars 1903       | morte dans le ghetto, le 11 juillet 1943 |
| Esther (Estucia) Lipszyc      | Cousine                         | 31 octobre 1923   | vit en Israël                            |
| Chana (Chanusia) Lipszyc      | Cousine                         | 3 janvier 1925    | morte à Bergen-Belsen, le 15 avril 1945  |
| Mina (Minia) Lipszyc          | Cousine                         | 18 juin 1926      | vit en Israël                            |

Rywka Bajla Lipszyc ne doit pas être confondue avec Rywka Lipszyc (1888-1940), épouse de Yekhiel, enregistrée dans la base de données des victimes de la shoah et qui mourut dans le ghetto de Łódź en 1940 .
Ne doit pas être confondu avec Rywka Lipszyc (1888-1940).